# Prosopocera sofala
Prosopocera sofala är en skalbaggsart som först beskrevs av William Lucas Distant 1898.  Prosopocera sofala ingår i släktet Prosopocera och familjen långhorningar.
Artens utbredningsområde är Moçambique. Inga underarter finns listade i Catalogue of Life.